# Will Poulter
William Jack Poulter (sinh ngày 28 tháng 1 năm 1993) là diễn viên người Anh. Anh lần đầu được biết tới rộng rãi với vai Eustace Scrubb trong phim điện ảnh phiêu lưu The Chronicles of Narnia: The Voyage of the Dawn Treader (2010). Anh cũng nhận được nhiều đánh giá tích cực cho vai chính trong We're the Millers (2013), phim mang về cho nam diễn viên một giải BAFTA Rising Star Award.

## Thời thơ ấu
Poulter sinh năm 1993 tại Hammersmith, thành phố London. Cha anh là Neil Poulter, một giảng viên khoa tim mạch tại Học viên Hoàng gia London (Imperial College London), mẹ anh là Caroline (họ gốc: Barrah), một cựu y tá lớn lên ở Kenya. Thời đi học, Poulter là học sinh trường Harrodian, nơi từng rèn luyện những diễn viên nổi tiếng như George MacKay hay Robert Pattinson. Ở trường, anh gặp khó khăn vì mắc chứng khó đọc và rối loạn điều phối phát triển (DCD).
Năm 2012, anh vào Đại học Bristol, sau khi học được một năm thì xin nghỉ.

## Danh sách phim

### Điện ảnh
| Năm  | Tên                                                      | Vai                           | Ghi chú   |
| ---- | -------------------------------------------------------- | ----------------------------- | --------- |
| 2007 | Son of Rambow                                            | Lee Carter                    |           |
| 2010 | The Chronicles of Narnia: The Voyage of the Dawn Treader | Eustace Scrubb                |           |
| 2012 | Wild Bill                                                | Dean                          |           |
| 2013 | We're the Millers                                        | Kenny Rossmore / Kenny Miller |           |
| 2014 | Plastic                                                  | Fordy                         |           |
| 2014 | The Maze Runner                                          | Gally                         |           |
| 2014 | A Plea For Grimsby                                       | Jone                          | Phim ngắn |
| 2014 | Glassland                                                | Shane                         |           |
| 2015 | The Revenant                                             | Jim Bridger                   |           |
| 2016 | Kids in Love                                             | Jack                          |           |
| 2017 | War Machine                                              | Trung sĩ Rick Ortega          |           |
| 2017 | Detroit                                                  | Philip Krauss                 |           |
| 2018 | Maze Runner: The Death Cure                              | Gally                         |           |
| 2018 | The Little Stranger                                      | Roderick "Roddy" Ayres        |           |
| 2019 | Bainne                                                   | Irish farmer                  | Phim ngắn |
| 2019 | Midsommar                                                | Mark                          |           |
| 2021 | The Score                                                | Troy                          |           |
| 2023 | Guardians of the Galaxy Vol. 3                           | Adam Warlock                  | Hậu kỳ    |